# 土曜ナイトドラマ (テレビ朝日)
『土曜ナイトドラマ』（どようナイトドラマ、Saturday Night Drama）は、テレビ朝日で2000年4月 - 2001年9月（第1期）、2017年10月 - 2021年6月（第2期、第3期）、2021年10月 - 2022年6月（第4期）、2022年10月 - 2024年9月（第5期）に放送されていた、土曜日深夜の深夜ドラマ枠。

## 概要
2000年春、テレビ朝日が連続ドラマ枠のテコ入れのため、月曜20時枠の「月曜ドラマ・イン」と土曜20時枠「サタデードラマ」の2枠を廃枠、代って週末（金曜と土曜）の23時枠に「ナイトドラマ」枠を新設。既存のプライム枠のドラマとは違う新しい路線のドラマに挑戦してきた。体裁上は「サタデードラマ」の放送枠を繰り下げ移動した形だった。

### 第1期終了から第5期終了まで
しかし、わずか1年半で香取慎吾司会の情報トーク番組『SmaSTATION!!』の放送枠確保 のため終了し、これにより、1959年12月に土曜20時枠に海外ドラマ枠として放送を開始以来、中断・時代劇→現代劇へのシフト変更・時間枠移転などを繰り返しつつも放送されてきた土曜日の連続ドラマ枠は、ここで一旦廃止となる。
本枠の廃止から8年半後の2010年4月に、日曜深夜枠で『日曜ナイトドラマ』がスタート。翌年に『日曜ナイトプレミア』へリニューアルし、2012年3月をもって終了した。
この間日曜未明には、2017年1月22日（21日深夜）から7月2日（1日深夜）まで0時台に『豆腐プロレス』を放送した。
なお、2017年9月で『SmaSTATION!!』が終了し、10月改編で本枠再開となり、約16年ぶりに土曜日深夜の連続ドラマ枠が本格復活した。
「金曜ナイトドラマ」同様、期首・期末には特番やスポーツ中継の放送 があり、全体的な各放送話数が少ない作品が多く平均放送話数は概ね6話から7話程度である。また、ラインナップは主にSNSに敏感なF3 - F4層のテレビドラマ愛好家をターゲットとした恋愛物やコメディー物が大部分を占めている。
第2期は全作品ともステレオ放送、文字多重放送を実施している（但し、「金曜ナイトドラマ」同様、連動データ放送は実施しなかった）。なお、主演者は歴代の全作品とも、ジャニーズ事務所（現：STARTO ENTERTAINMENT）の所属タレントは含まれなかった。
2020年10月31日からリニューアルした第3期が開始。放送時間を23時開始の30分（23:00 - 23:30）に短縮。更に、2021年1月から本枠の後にジャニーズ事務所所属タレント主演作品のみを放送する『オシドラサタデー』を開始した。同年7月期の『ザ・ハイスクール ヒーローズ』、2022年7月期の『トモダチゲームR4』は『オシドラサタデー』が本枠を吸収する形で23:00 - 翌0:00の1時間枠で放送したため、本枠は休止となった。本記事においては、この休止期間を境に「第3期」、「第4期」、「第5期」と分けている。同年10月期の『ジャパニーズスタイル』からは放送時間が30分繰り下げられ23時30分 - 翌0時となり、体裁上は『オシドラサタデー』と枠を交換する形となった。
2024年10月より本枠が放送されている時間帯にてアニメ枠『IMAnimation』が新設されるため、通算5期にわたって放送された当枠は、24年半（実質的には通算8年）の歴史に幕を閉じることになった。『ナイトドラマ』と称する枠は再び金曜のみとなる。

## 放送期間
第1期
- 2000年4月から2001年9月まで、6作品
- 放送時間
  - 2001年3月まで（下記除く）：毎週土曜 22:58 - 23:54（一部地域では23:00飛び乗り）
  - 2001年4月から（下記除く）：毎週土曜 23:00 - 23:54
  - 「大相撲ダイジェスト」7日目または14日目を放送時：土曜23:30 - 翌0:24（2000年度では飛び乗り点を臨時に設けず、同時ネット局全局でフルネット）
- 金曜ナイトドラマと違い、土曜ナイトドラマでは名古屋テレビ・朝日放送以外の系列局で同時ネットされていた（一部例外あり）。
  - 名古屋テレビ：Let's ドン・キホーテ（22:55-23:25）とドラゴンズ倶楽部（23:25-23:54）に差し替えられていた。
  - 朝日放送：ごきげん!ブランニュ（23:00-23:54）に差し替えられていた。

※ 上記放送時間はいずれも2000年4月-2001年9月までの時間である。
- ローカルセールス枠。

第2期
- 2017年10月14日から2020年9月19日
- 放送時間
  - 2018年3月10日まで：毎週土曜 23:05 - 23:59
  - 2018年4月21日から：毎週土曜 23:15 - 翌0:05
    - 第1期とは異なり、テレビ朝日系列フルネット全24局同時ネットで放送。
    - ネットワークセールス枠。

第3期
- 2020年10月31日から2021年6月26日
- 放送時間
  - 毎週土曜 23:00 - 23:30
    - 第2期に引き続き、テレビ朝日系列フルネット全24局同時ネットで放送。
    - ネットワークセールス枠。

第4期
- 2021年10月9日から2022年6月4日
- 放送時間
  - 毎週土曜 23:00 - 23:30
    - 第3期に引き続き、テレビ朝日系列フルネット全24局同時ネットで放送。
    - ネットワークセールス枠。

第5期
- 2022年10月22日から2024年9月21日
- 放送時間
  - 毎週土曜 23:30 - 翌0:00
    - 第4期に引き続き、テレビ朝日系列フルネット全24局同時ネットで放送。
    - ネットワークセールス枠。

## 放送作品

### 第1期

#### 2000年
- 29歳の憂うつ パラダイスサーティー

原作：乃南アサ（幻冬舎幻冬舎文庫刊）
出演：石田ひかり、清水美沙 ほか
- OLヴィジュアル系

原作：かなつ久美（主婦と生活社刊）
出演：鈴木紗理奈、上原さくら、遠山景織子、畑野浩子、原田龍二ほか
- ただいま満室

原作：ぬまじりよしみ（双葉社ジュールコミックス刊）
出演：榎本加奈子、沢村一樹 ほか

#### 2001年
- ココだけの話

原作：渡辺浩弐 ほか
出演：森本レオ、上原歩ほか
- es 危険な扉 -愛を手錠で繋ぐ時-

出演：鳥羽潤、原千晶、ともさかりえ、伊藤裕子、細川茂樹 ほか
- 早乙女タイフーン

原作：くじらいいく子（小学館週刊ビッグコミックスピリッツ掲載）
出演：加藤晴彦、吉沢悠、篠原涼子、一色紗英
2001年4月より2分繰り下がり、テレビ朝日と同時ネット局の全局で23:00開始になり、飛び乗り点は廃止。

### 第2期

#### 2017年
- オトナ高校

出演：三浦春馬、高橋克実、竜星涼、黒木メイサ ほか

#### 2018年
- 明日の君がもっと好き

出演：市原隼人、伊藤歩 ほか
※ここまで23:05 - 23:59に放送
- おっさんずラブ（Season1）

出演：田中圭、林遣都、吉田鋼太郎 ほか
※ここから23:15 - 翌0:05に放送
- ヒモメン

原作：鴻池剛（KADOKAWA月刊コミックフラッパー掲載）
出演：窪田正孝、川口春奈 ほか
- あなたには渡さない

原作：連城三紀彦（集英社集英社文庫刊『隠れ菊』より）
出演：木村佳乃、水野美紀、萩原聖人 ほか

#### 2019年
- 僕の初恋をキミに捧ぐ

原作：青木琴美（小学館Sho-comiフラワーコミックス刊・Sho-comi50周年記念事業）
出演：野村周平、桜井日奈子、生瀬勝久 ほか
- 東京独身男子

出演：高橋一生、斎藤工、滝藤賢一 ほか
- べしゃり暮らし

原作：森田まさのり
出演：間宮祥太朗、渡辺大知 ほか
- おっさんずラブ-in the sky-（Season2）

出演：田中圭、吉田鋼太郎、千葉雄大、戸次重幸 ほか

#### 2020年
- アリバイ崩し承ります

原作：大山誠一郎
出演：浜辺美波、安田顕、成田凌 ほか
- テレビ朝日×ABEMA共同制作 M 愛すべき人がいて

原作：小松成美
出演：安斉かれん、三浦翔平 ほか
- 妖怪シェアハウス（第1シリーズ）

出演：小芝風花、松本まりか、大倉孝二　ほか
※ここまで23:15 - 翌0:05に放送

### 第3期

#### 2020年
- 先生を消す方程式。

出演：田中圭、山田裕貴 ほか
※ここから23:00 - 23:30に放送

#### 2021年
- モコミ〜彼女ちょっとヘンだけど〜

出演：小芝風花、工藤阿須加、橋爪功 ほか
- 泣くな研修医

原作：中山祐次郎
出演：白濱亜嵐（GENERATIONS from EXILE TRIBE）ほか

### 第4期

#### 2021年
- 言霊荘

出演：西野七瀬、永山絢斗、斉藤由貴 ほか　

#### 2022年
- もしも、イケメンだけの高校があったら

企画・原作：秋元康
出演：細田佳央太 ほか
- 妖怪シェアハウス-帰ってきたん怪-（第2シリーズ）

出演：小芝風花、松本まりか、大倉孝二 ほか

### 第5期

#### 2022年
- ジャパニーズスタイル

出演：仲野太賀 ほか
※ここから23:30 - 翌0:00に放送

#### 2023年
- 6秒間の軌跡〜花火師・望月星太郎の憂鬱

出演：高橋一生、橋爪功、本田翼 ほか
- 月読くんの禁断お夜食

原作：アサダニッキ
出演：萩原利久、トリンドル玲奈 ほか
- ハレーションラブ

出演：髙橋ひかる ほか
- 泥濘の食卓

原作：伊奈子
出演：齊藤京子（日向坂46）ほか

#### 2024年
- 離婚しない男-サレ夫と悪嫁の騙し愛-

原作：大竹玲二
出演：伊藤淳史 ほか
- 6秒間の軌跡〜花火師・望月星太郎の2番目の憂鬱

出演：高橋一生、橋爪功、本田翼、宮本茉由 ほか
- 顔に泥を塗る

原作：ヨシカズ
出演：髙橋ひかる ほか

## ネット局

### 第2期
| 放送対象地域   | 放送局                       | 系列           | 放送日時                     | ネット状況 | 脚注       |
| -------------- | ---------------------------- | -------------- | ---------------------------- | ---------- | ---------- |
| 関東広域圏     | テレビ朝日(EX)               | テレビ朝日系列 | 土曜 23:15 - 翌0:05          | 制作局     | 制作局     |
| 北海道         | 北海道テレビ(HTB)            | テレビ朝日系列 | 土曜 23:15 - 翌0:05          | 同時ネット |            |
| 青森県         | 青森朝日放送(ABA)            | テレビ朝日系列 | 土曜 23:15 - 翌0:05          | 同時ネット |            |
| 岩手県         | 岩手朝日テレビ(IAT)          | テレビ朝日系列 | 土曜 23:15 - 翌0:05          | 同時ネット |            |
| 宮城県         | 東日本放送(KHB)              | テレビ朝日系列 | 土曜 23:15 - 翌0:05          | 同時ネット |            |
| 秋田県         | 秋田朝日放送(AAB)            | テレビ朝日系列 | 土曜 23:15 - 翌0:05          | 同時ネット |            |
| 山形県         | 山形テレビ(YTS)              | テレビ朝日系列 | 土曜 23:15 - 翌0:05          | 同時ネット |            |
| 福島県         | 福島放送(KFB)                | テレビ朝日系列 | 土曜 23:15 - 翌0:05          | 同時ネット | [ 8 ]      |
| 長野県         | 長野朝日放送(abn)            | テレビ朝日系列 | 土曜 23:15 - 翌0:05          | 同時ネット |            |
| 新潟県         | 新潟テレビ21(UX)             | テレビ朝日系列 | 土曜 23:15 - 翌0:05          | 同時ネット |            |
| 静岡県         | 静岡朝日テレビ(SATV)         | テレビ朝日系列 | 土曜 23:15 - 翌0:05          | 同時ネット |            |
| 石川県         | 北陸朝日放送(HAB)            | テレビ朝日系列 | 土曜 23:15 - 翌0:05          | 同時ネット |            |
| 中京広域圏     | 名古屋テレビ（メ〜テレ/NBN） | テレビ朝日系列 | 土曜 23:15 - 翌0:05          | 同時ネット |            |
| 近畿広域圏     | 朝日放送テレビ(ABC TV)       | テレビ朝日系列 | 土曜 23:15 - 翌0:05          | 同時ネット | [ 注 4 ]   |
| 広島県         | 広島ホームテレビ(HOME)       | テレビ朝日系列 | 土曜 23:15 - 翌0:05          | 同時ネット |            |
| 山口県         | 山口朝日放送(yab)            | テレビ朝日系列 | 土曜 23:15 - 翌0:05          | 同時ネット |            |
| 香川県・岡山県 | 瀬戸内海放送(KSB)            | テレビ朝日系列 | 土曜 23:15 - 翌0:05          | 同時ネット |            |
| 愛媛県         | 愛媛朝日テレビ(eat)          | テレビ朝日系列 | 土曜 23:15 - 翌0:05          | 同時ネット |            |
| 福岡県         | 九州朝日放送(KBC)            | テレビ朝日系列 | 土曜 23:15 - 翌0:05          | 同時ネット |            |
| 長崎県         | 長崎文化放送(ncc)            | テレビ朝日系列 | 土曜 23:15 - 翌0:05          | 同時ネット |            |
| 熊本県         | 熊本朝日放送(KAB)            | テレビ朝日系列 | 土曜 23:15 - 翌0:05          | 同時ネット |            |
| 大分県         | 大分朝日放送(OAB)            | テレビ朝日系列 | 土曜 23:15 - 翌0:05          | 同時ネット |            |
| 鹿児島県       | 鹿児島放送(KKB)              | テレビ朝日系列 | 土曜 23:15 - 翌0:05          | 同時ネット |            |
| 沖縄県         | 琉球朝日放送(QAB)            | テレビ朝日系列 | 土曜 23:15 - 翌0:05          | 同時ネット |            |
| 富山県         | チューリップテレビ(TUT)      | TBS系列        | 水曜 0:36 - 1:30（火曜深夜） | 遅れネット | 遅れネット |
| 高知県         | テレビ高知(KUTV)             | TBS系列        | 土曜 0:20 - 1:14（金曜深夜） | 遅れネット | 遅れネット |
| 鳥取県・島根県 | 日本海テレビ(NKT)            | 日本テレビ系列 | 金曜 1:35 - 2:35（木曜深夜） | 遅れネット | 遅れネット |

### 第3期・第4期
| 放送対象地域   | 放送局                       | 系列           | 放送日時           | ネット状況 |
| -------------- | ---------------------------- | -------------- | ------------------ | ---------- |
| 関東広域圏     | テレビ朝日(EX)               | テレビ朝日系列 | 土曜 23:00 - 23:30 | 制作局     |
| 北海道         | 北海道テレビ(HTB)            | テレビ朝日系列 | 土曜 23:00 - 23:30 | 同時ネット |
| 青森県         | 青森朝日放送(ABA)            | テレビ朝日系列 | 土曜 23:00 - 23:30 | 同時ネット |
| 岩手県         | 岩手朝日テレビ(IAT)          | テレビ朝日系列 | 土曜 23:00 - 23:30 | 同時ネット |
| 宮城県         | 東日本放送(khb)              | テレビ朝日系列 | 土曜 23:00 - 23:30 | 同時ネット |
| 秋田県         | 秋田朝日放送(AAB)            | テレビ朝日系列 | 土曜 23:00 - 23:30 | 同時ネット |
| 山形県         | 山形テレビ(YTS)              | テレビ朝日系列 | 土曜 23:00 - 23:30 | 同時ネット |
| 福島県         | 福島放送(KFB)                | テレビ朝日系列 | 土曜 23:00 - 23:30 | 同時ネット |
| 長野県         | 長野朝日放送(abn)            | テレビ朝日系列 | 土曜 23:00 - 23:30 | 同時ネット |
| 新潟県         | 新潟テレビ21(UX)             | テレビ朝日系列 | 土曜 23:00 - 23:30 | 同時ネット |
| 静岡県         | 静岡朝日テレビ(SATV)         | テレビ朝日系列 | 土曜 23:00 - 23:30 | 同時ネット |
| 石川県         | 北陸朝日放送(HAB)            | テレビ朝日系列 | 土曜 23:00 - 23:30 | 同時ネット |
| 中京広域圏     | 名古屋テレビ（メ〜テレ/NBN） | テレビ朝日系列 | 土曜 23:00 - 23:30 | 同時ネット |
| 近畿広域圏     | 朝日放送テレビ(ABC TV）      | テレビ朝日系列 | 土曜 23:00 - 23:30 | 同時ネット |
| 広島県         | 広島ホームテレビ(HOME)       | テレビ朝日系列 | 土曜 23:00 - 23:30 | 同時ネット |
| 山口県         | 山口朝日放送(yab)            | テレビ朝日系列 | 土曜 23:00 - 23:30 | 同時ネット |
| 香川県・岡山県 | 瀬戸内海放送(KSB)            | テレビ朝日系列 | 土曜 23:00 - 23:30 | 同時ネット |
| 愛媛県         | 愛媛朝日テレビ(eat)          | テレビ朝日系列 | 土曜 23:00 - 23:30 | 同時ネット |
| 福岡県         | 九州朝日放送(KBC)            | テレビ朝日系列 | 土曜 23:00 - 23:30 | 同時ネット |
| 長崎県         | 長崎文化放送(ncc)            | テレビ朝日系列 | 土曜 23:00 - 23:30 | 同時ネット |
| 熊本県         | 熊本朝日放送(KAB)            | テレビ朝日系列 | 土曜 23:00 - 23:30 | 同時ネット |
| 大分県         | 大分朝日放送(OAB)            | テレビ朝日系列 | 土曜 23:00 - 23:30 | 同時ネット |
| 鹿児島県       | 鹿児島放送(KKB)              | テレビ朝日系列 | 土曜 23:00 - 23:30 | 同時ネット |
| 沖縄県         | 琉球朝日放送(QAB)            | テレビ朝日系列 | 土曜 23:00 - 23:30 | 同時ネット |

### 第5期
| 放送対象地域   | 放送局                       | 系列           | 放送日時            | ネット状況 |
| -------------- | ---------------------------- | -------------- | ------------------- | ---------- |
| 関東広域圏     | テレビ朝日(EX)               | テレビ朝日系列 | 土曜 23:30 - 翌0:00 | 制作局     |
| 北海道         | 北海道テレビ(HTB)            | テレビ朝日系列 | 土曜 23:30 - 翌0:00 | 同時ネット |
| 青森県         | 青森朝日放送(ABA)            | テレビ朝日系列 | 土曜 23:30 - 翌0:00 | 同時ネット |
| 岩手県         | 岩手朝日テレビ(IAT)          | テレビ朝日系列 | 土曜 23:30 - 翌0:00 | 同時ネット |
| 宮城県         | 東日本放送(khb)              | テレビ朝日系列 | 土曜 23:30 - 翌0:00 | 同時ネット |
| 秋田県         | 秋田朝日放送(AAB)            | テレビ朝日系列 | 土曜 23:30 - 翌0:00 | 同時ネット |
| 山形県         | 山形テレビ(YTS)              | テレビ朝日系列 | 土曜 23:30 - 翌0:00 | 同時ネット |
| 福島県         | 福島放送(KFB)                | テレビ朝日系列 | 土曜 23:30 - 翌0:00 | 同時ネット |
| 長野県         | 長野朝日放送(abn)            | テレビ朝日系列 | 土曜 23:30 - 翌0:00 | 同時ネット |
| 新潟県         | 新潟テレビ21(UX)             | テレビ朝日系列 | 土曜 23:30 - 翌0:00 | 同時ネット |
| 静岡県         | 静岡朝日テレビ(SATV)         | テレビ朝日系列 | 土曜 23:30 - 翌0:00 | 同時ネット |
| 石川県         | 北陸朝日放送(HAB)            | テレビ朝日系列 | 土曜 23:30 - 翌0:00 | 同時ネット |
| 中京広域圏     | 名古屋テレビ（メ〜テレ/NBN） | テレビ朝日系列 | 土曜 23:30 - 翌0:00 | 同時ネット |
| 近畿広域圏     | 朝日放送テレビ(ABC TV）      | テレビ朝日系列 | 土曜 23:30 - 翌0:00 | 同時ネット |
| 広島県         | 広島ホームテレビ(HOME)       | テレビ朝日系列 | 土曜 23:30 - 翌0:00 | 同時ネット |
| 山口県         | 山口朝日放送(yab)            | テレビ朝日系列 | 土曜 23:30 - 翌0:00 | 同時ネット |
| 香川県・岡山県 | 瀬戸内海放送(KSB)            | テレビ朝日系列 | 土曜 23:30 - 翌0:00 | 同時ネット |
| 愛媛県         | 愛媛朝日テレビ(eat)          | テレビ朝日系列 | 土曜 23:30 - 翌0:00 | 同時ネット |
| 福岡県         | 九州朝日放送(KBC)            | テレビ朝日系列 | 土曜 23:30 - 翌0:00 | 同時ネット |
| 長崎県         | 長崎文化放送(ncc)            | テレビ朝日系列 | 土曜 23:30 - 翌0:00 | 同時ネット |
| 熊本県         | 熊本朝日放送(KAB)            | テレビ朝日系列 | 土曜 23:30 - 翌0:00 | 同時ネット |
| 大分県         | 大分朝日放送(OAB)            | テレビ朝日系列 | 土曜 23:30 - 翌0:00 | 同時ネット |
| 鹿児島県       | 鹿児島放送(KKB)              | テレビ朝日系列 | 土曜 23:30 - 翌0:00 | 同時ネット |
| 沖縄県         | 琉球朝日放送(QAB)            | テレビ朝日系列 | 土曜 23:30 - 翌0:00 | 同時ネット |

### ネット配信
最新話配信はテレビ朝日の放送日時基準のため、遅れネット局では配信の更新に遅れて放送される。なお、『M 愛すべき人がいて』と『言霊荘』は共同制作の関係でAbemaTVで独占配信。

同時ネット局放送済の分については、個別の記事を参照。
| 配信元               | 更新日時        | 配信期間 | 備考                               |
| -------------------- | --------------- | -------- | ---------------------------------- |
| テレ朝キャッチアップ | 放送終了後 更新 | 7日      | 同時ネット局の最新話限定で無料配信 |
| TVer                 | 放送終了後 更新 | 7日      | 同時ネット局の最新話限定で無料配信 |

| 配信元  | 更新日時         | 配信期間 | 備考 |
| ------- | ---------------- | -------- | ---- |
| AbemaTV | 日曜 放送後 更新 |          |      |

## 関連番組
- 金曜ナイトドラマ
- 土曜ミッドナイトドラマ
- ウイークエンドドラマ
- 土曜ナイトドラマ (朝日放送)
- オシドラサタデー
- 日曜ナイトドラマ
- 日曜ナイトプレミア
- セイコーホームシアター"S"（かつてテレビ朝日で土曜23時台に放送していた海外ドラマ枠）
- 豆腐プロレス - 2017年に日曜0時台で放送されていたAKB48グループ出演のドラマ。